# Adolphe Cérésole
Pour les articles homonymes, voir la famille Cérésole ou Ceresole.
Adolphe Daniel Vincent Cérésole, né le 1er août 1836 à Friedrichsdorf (Hesse-Hombourg) et décédé le 11 juillet 1881 à Limoges, est un officier suisse au service de France durant le règne de Napoléon III.

## Biographie
Membre de la famille Cérésole originaire de Vevey, Adolphe Cérésole est frère de Paul, d'Alfred et de Victor, Consul suisse à Venise. Oncle de Pierre Cérésole. Fils d'Auguste Charles Louis Guillaume (1801-1870), pasteur.
Officier de carrière, après des études à la Faculté des lettres et des sciences de l’Académie de Lausanne entre 1852 et 1854, il entre l'année suivante au service de France au rang de soldat pour s'élever très vite dans la hiérarchie de la seconde légion étrangère commandée par Johann Ulrich Ochsenbein. Il est ainsi sous-lieutenant en décembre de la même année. Des modifications d'organisation des légions étrangères, qui sont transformées en deux Régiments étrangers, l'obligent à recommencer au grade de sergent en 1856 au sein du 1er Régiment étranger. Il effectue la campagne de Kabylie l'année suivante avant de faire partie de l'armée envoyée en Italie pour combattre les Autrichiens en 1859. Il est ainsi acteur de la bataille de Magenta au cours de laquelle il gagne la médaille militaire. Parvenu au terme de son engagement en 1861, il rentre en Suisse où il obtient les grades de sous-lieutenant (1861), lieutenant (1863) et capitaine (1865). Il appartient également à l'état-major général entre 1863 et 1865. Parallèlement, il occupe divers postes au sein du Département militaire fédéral entre 1862 et 1865. Mais l'ennui le tenaille et il se réengage au service de France avec le grade de sous-lieutenant. Il part alors pour le Mexique en 1866 avant de rentrer en Afrique au début de l'année suivante. Lors de la guerre contre la Prusse, il est tout d'abord maintenu sur le continent africain avec le reste du Régiment étranger. Puis, il est transporté en France en octobre 1870, date à laquelle il devient lieutenant. Il combat à Coulmiers lors de la première victoire française de la guerre, en décembre suivant. Il est capitaine le 5 janvier 1871. Mais il est fait prisonnier dix jours plus tard sur le plateau de Sainte-Suzanne en avant de Montbéliard et emmené à Neuburg où il est détenu sur parole. Libéré après l'armistice, il passe par la Suisse pour rejoindre à Besançon le Régiment étranger qui avait évité l'internement en Suisse avec le reste de l'armée de l'Est. Réintégré à son rang de capitaine, il est déplacé sur Paris avec le Régiment étranger pour combattre la Commune. Engagé dès avril à Courbevoie, il obtient la Croix de la légion d'honneur pour son comportement du 16 avril à Neuilly où il a défendu une position avec ténacité. Si l'armée versaillaise entre dans Paris le 21 mai par la Porte de Saint-Cloud, Cérésole n'y pénètre que le 25 suivant par l'Arc de Triomphe. Sa compagnie participe à l'enlèvement des Buttes-Chaumont et de Belleville, le 27 mai, où le caporal Claveau, placé sous son commandement, capture un drapeau du 145e Bataillon de la Commune.
Après avoir commandé une compagnie du Régiment Etranger (1871-1872), servant désormais à titre français, il prend le commandement d'une compagnie du 1er régiment de tirailleurs algériens (1872-1876). Alors qu'il ambitionne le grade de major, un aléa le met sur la touche pendant un an et demi. Il est réintégré en 1878 pour commander une compagnie du 63e régiment d’infanterie de ligne. Il meurt le 11 juillet 1881 d'une fluxion de poitrine contractée cinq jours auparavant en rentrant chez lui depuis le cercle des officiers.

## Fonds d'archives
- Sous-série : Adolphe (1836-1881), fils d'Auguste et de Sophie, née Köster (1855-1881). Fonds : Cérésole (famille); Cote : P Cérésole (famille) 101-114. Archives cantonales vaudoises (présentation en ligne).